# 프리다 칼로
프리다 칼로 드 리베라(스페인어: Frida Kahlo de Rivera, 1907년 7월 6일 ~ 1954년 7월 13일)는 멕시코의 초현실주의 화가이자 공산주의자이다. 출생 시의 이름은 마그달레나 카르멘 프리다 칼로 이 칼데론(스페인어: Magdalena Carmen Frieda Kahlo y Calderón)이며, 디에고 리베라와 결혼한 후에는 주로 프리다 칼로로 불렸다.

## 생애 및 평가
멕시코의 코요아칸에서 태어났고, 그녀의 아버지인 기예르모 칼로는 독일계였다. 독일인 아버지가 '프리다'라는 이름을 붙여주었는데 이는 독일어로 평화를 뜻한다. 스탈린주의자인 아버지와 평화주의자인 어머니 밑에서 성장했다.
그녀의 삶은 고통의 연속이었다. 1913년 6세 때 소아마비에 걸려 오른쪽 다리가 쇠약해지는 장애가 생겼고, 1925년 18세 때 교통사고로 척추와 오른쪽다리와 자궁을 크게 다쳤다. 
프리다 칼로는 주로 멕시코의 현실주의, 초현실주의, 상징주의와 멕시코의 토속 문화를 결합한 화풍을 창시한 것과, 멕시코로 망명했던 레프 트로츠키와의 인연, 그리고 사춘기 시절에 버스가 전철과 충돌하는 교통 사고를 겪은 지체장애인 화가로 유명하다. 활발한 공산주의의 지지자로 10월 혁명의 주역이며 제4인터내셔널의 지도자였던 트로츠키와도 만난 적이 있다. 
1925년 멕시코의 화가이자, 혁명가였던 디에고 리베라와 스물한 살의 나이 차를 극복하고 결혼했다. 1939년 11월 디에고와 이혼했다가 1년 후 디에고와 다시 결혼을 했다. 1954년 7월 13일 폐렴이 재발하여 사망하였다. 
대표적인 작품으로, 그녀의 선천적인 골반기형으로 고통받은 삶을 그린 《프리다와 유산》, 《헨리포드 병원》 등이 있다. 
《우주의 사랑의 포옹》(1949)은 어린아이의 모습을 한 연인 디에고 리베라를 품에 안은 프리다 칼로 자신을 그린 그림이다. 이는 남성 예술가들에게 여성 뮤즈 팜앙팡(아이 같은 여성)이 했던 역할을 디에고가 프리다에게 했던 것이다. “칼로를 그토록 괴롭혔던 디에고의 욕망, 무절제한 사랑, 낙천성, 과격함, 활력, 육체적인 쾌락과 힘, 때로는 타인에게 잔인하게 보일 수도 있는 자기 충족적인 탐닉”은 옴앙팡(아이 같은 남성)으로서 디에고가 지닌 속성이다.
2015년 세종문화회관 미술관과 소마미술관에서 프리다 칼로의 작품을 보였다. 2016년 예술의전당에서 프리다 칼로와 디에고 리베라의 작품이 전시되었다. 디에고 작품을 비롯해 총 150여 점이 전시되었다. 멕시코 시티에는 casa azul 이라는 프리다 칼로의 생가가 있고,작품전시도 이루어 지고있다.